# ورنانیا (اورگن)
ورنانیا (به انگلیسی: Vernonia) شهری در شهرستان یونیون ایالت اورگن است و در سرشماری سال ۲۰۱۱ میلادی، ۲٬۱۲۱ نفر جمعیت داشته که نسبت به سال ۲۰۱۰، −۱٫۹۱ درصد رشد جمعیت داشته‌است.

## موقعیت جغرافیایی
موقعیت جغرافیایی شهرها و مناطق اطراف به شرح زیر است: